# Evangelische Kirche Hemmerde

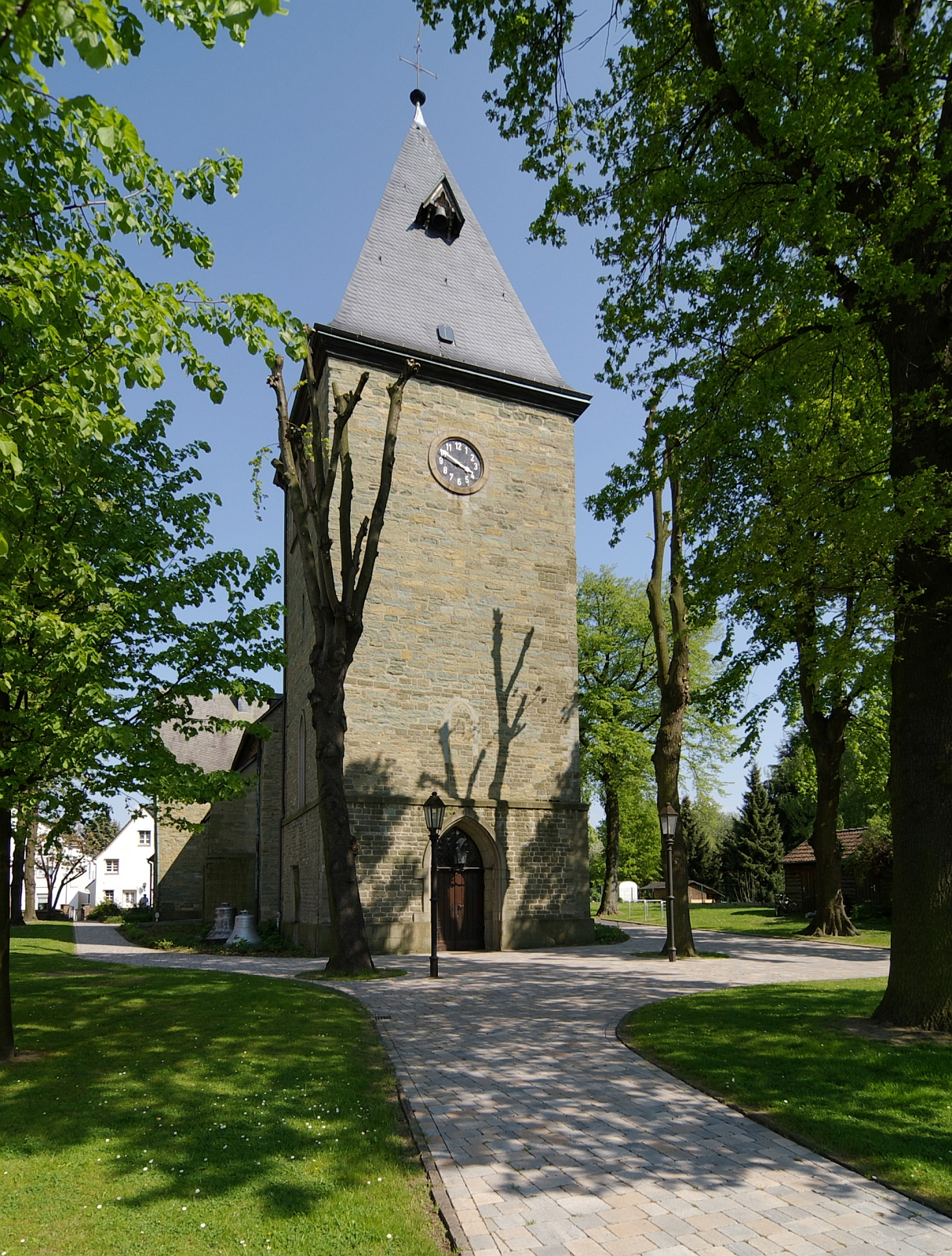
Evangelische Kirche

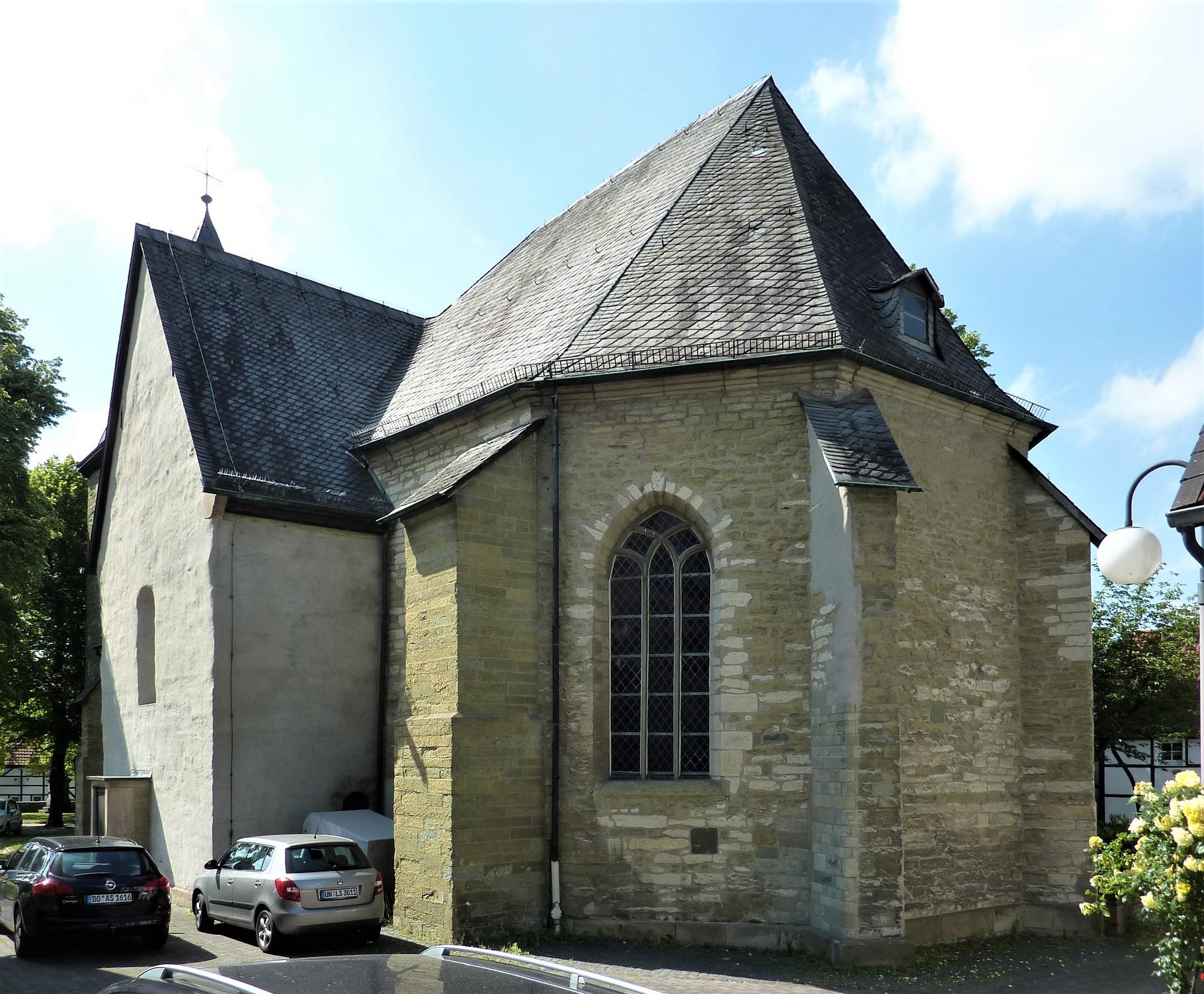
Blick zum Chor

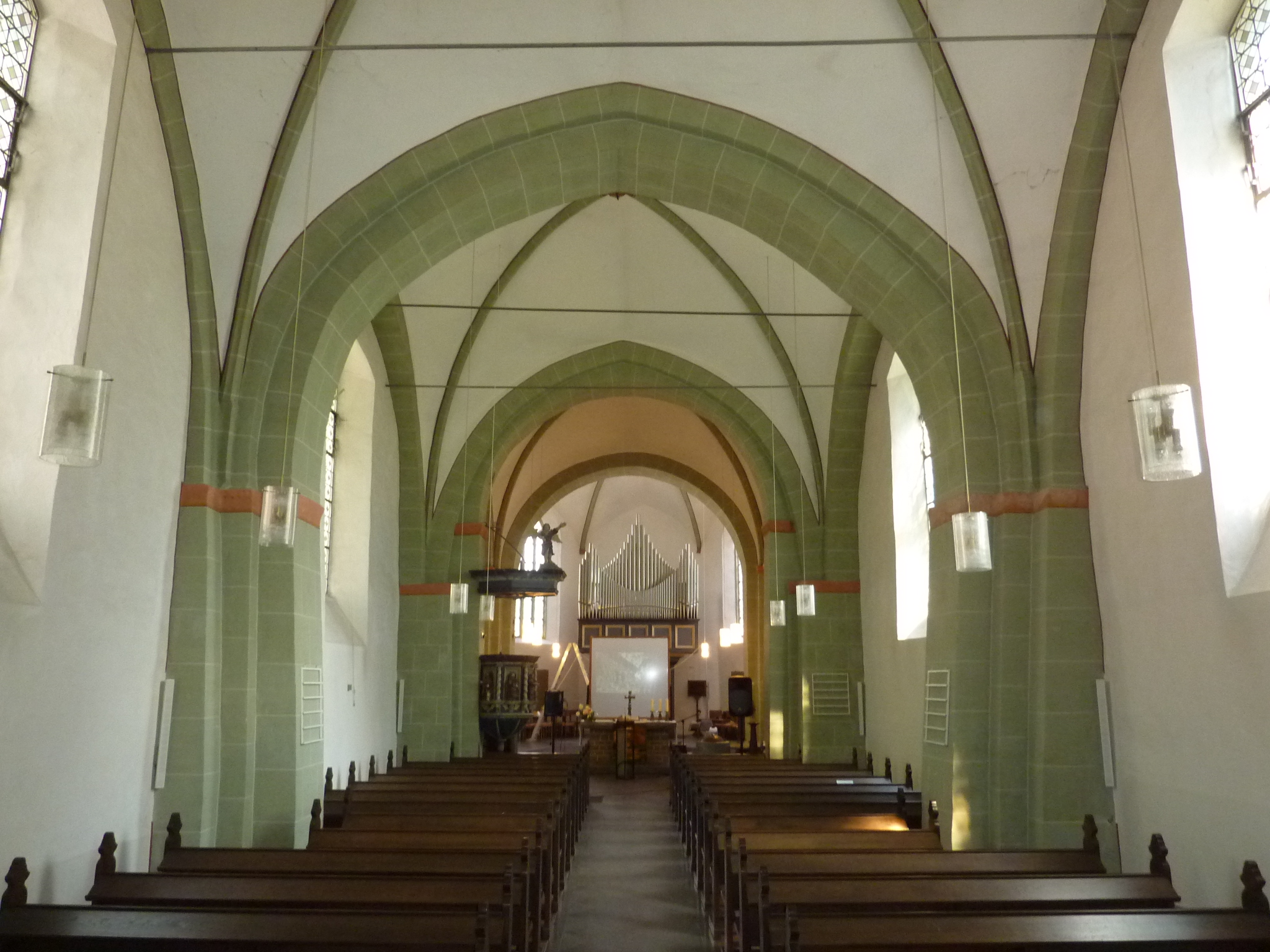
Inneres mit Kemper-Orgel von 1955

Die evangelische Pfarrkirche ist ein denkmalgeschütztes Kirchengebäude in Hemmerde, einem Stadtteil von Unna im Kreis Unna (Nordrhein-Westfalen). Die Evangelische Kirchengemeinde Hemmerde-Lünern gehört zum Kirchenkreis Unna in der Evangelischen Kirche von Westfalen.

## Architektur und Geschichte
Das Gebäude aus Grünsandstein ist ein dreijochiger Saalbau mit Querhaus und breitem 5/8-Chor. Der älteste Teil ist das Querhaus; es stammt aus der zweiten Hälfte des 12. Jahrhunderts. Ursprünglich schloss eine Apsis daran an, die bei Ausgrabungen in den Jahren 1975 und 1976 nachgewiesen wurde. Im nördlichen Querschiff ist eine vermauerte Rundbogenöffnung des 12. Jahrhunderts erhalten. Reste der Raumfassung aus der zweiten Hälfte des 12. Jahrhunderts wurden 1976 freigelegt. Das damalige Langhaus wurde um 1300 durch das heutige ersetzt. Die spätgotische Sakramentsnische von der ersten Hälfte des 15. Jahrhunderts wurde 1976 ergänzt. Der jetzige Chor stammt nach einer Datierung an der Außenwand von 1543. Der Einbau der flachbogigen Fenster in das Langhaus erfolgte 1692. Zum Ende des 17. Jahrhunderts wurden die Gewölbe mit Eichenbohlen, ähnlich einem gotischen Kreuzrippengewölbe, versehen. Die Gewölbe im Schiff ruhen auf starken Vorlagen. Im Querhaus sind die Gurt- und Schildbögen aus Stein rundbogig, im Langhaus spitzbogig. Die Außenwände des Chores sind verputzt. 
Um 1000 wird Hamerethi in den Urbaren des Freckenhorster Kanonissenstiftes genannt. Es wird angenommen, dass unter den Grafen von Arnsberg eine erste, dem Apostel Bartholomäus geweihte Kirche an der Stelle der heutigen Kirche erbaut wurde. 1210 wurde die Existenz eines Pfarrers in Hemmerde erwähnt. 
Das Patronat an der Kirche wurde am 24. August 1290 vom Grafen Ludwig von Arnsberg an den Grafen Eberhard I. von der Mark übertragen. Dieser vermachte es fünf Tage später dem Stift Scheda.
1483 stellte der Braunschweiger Schnitzer Conrad Borgentrik den Marienaltar der heutigen evangelischen Kirche fertig. 1868 wurde jedoch der schwer beschädigte Marienaltar aus der Kirche entfernt und verkauft. Er befindet sich heute im Städtischen Museum von Braunschweig.
1570 erreichte die Reformation Hemmerde, und Vikar Johann zur Westen trat mit einem Großteil der Gemeinde zum Luthertum über. Nach Auseinandersetzungen zwischen der katholischen und der evangelischen Kirchengemeinde wurde 1737 nach einem Vergleich eine katholische Kapelle erbaut. Am 6. April 1823 wurde schließlich der Grundstein zum Bau der katholischen Kirche gelegt.

### Kirchturm
Der dreigeschossige romanische Westturm aus dem zwölften Jahrhundert wurde 1726 mit einem Helm gekrönt. Er hat im Erdgeschoss eine Mauerstärke von etwa zwei Metern und ist 29,65 m hoch. Die Uhrglocke wurde 1750 von Christian Voigt gegossen; die Turmuhr wurde im 19. Jahrhundert eingebaut.

## Ausstattung
- Der kleine Leuchterengel aus Holz ist vom Ende des 15. Jahrhunderts.
- Die geschnitzte Kanzel aus Holz ist mit 1677 datiert.[1]
- Zahlreiche Epitaphien und Grabplatten aus dem 17. und 18. Jahrhundert sind erhalten.
- Drei quadratische Totenschilde aus Holz sind Arbeiten vom 18. Jahrhundert.
- Die Sakristeitür aus Eichenholz mit reichem Beschlag aus Eisen wurde im 16. Jahrhundert angefertigt.[3]
- Das dreistimmige Bronzegeläut im Kirchturm wurde 1999 von der Glockengießerei Bachert gegossen und erklingt in e′-fis′-g′. Es entstand als Ersatz für ein minderwertiges Gussstahlgeläut in es′-f′-as′, gegossen 1946 (f′, as′) und 1948 (es′). Zwei der Stahlglocken stehen heute vor der Kirche.
- Der aus silber getriebene, vergoldete Abendmahlskelch wurde um 1700 gefertigt.[4]